# Ville-sur-Jarnioux
Ville-sur-Jarnioux ist eine französische Gemeinde mit 820 Einwohnern (Stand: 1. Januar 2022) im  Département Rhône in der Region Auvergne-Rhône-Alpes. Sie gehört zum Arrondissement Villefranche-sur-Saône, zum Kanton Val d’Oingt und ist Mitglied im Gemeindeverband Beaujolais Pierres Dorées.

## Geographie
Ville-sur-Jarnioux liegt rund 28 Kilometer nordwestlich von Lyon und etwa acht Kilometer westsüdwestlich von Villefranche-sur-Saône noch im Weinbaugebiet Bourgogne. An der nördlichen Gemeindegrenze verläuft das Flüsschen Morgon, das zur Saône entwässert. Umgeben wird Ville-sur-Jarnioux von den Nachbargemeinden
- Cogny im Norden,
- Jarnioux im Osten,
- Theizé im Süden,
- Val d’Oingt mit Oingt im Westen und Saint-Laurent-d’Oingt im Südwesten,
- Sainte-Paule im Westen und Nordwesten.

## Bevölkerungsentwicklung
| Jahr                       | 1962 | 1968 | 1975 | 1982 | 1990 | 1999 | 2006 | 2013 |
| Einwohner                  | 441  | 410  | 389  | 505  | 571  | 640  | 739  | 806  |
| Quellen: Cassini und INSEE |      |      |      |      |      |      |      |      |

## Sehenswürdigkeiten
- Kirche Saint-Martin aus dem 12. Jahrhundert, Umbauten aus den nachfolgenden Jahrhunderten
- Kapelle Saint-Roch aus dem 16. Jahrhundert
- Kapelle Saint-Clair aus dem 14. Jahrhundert

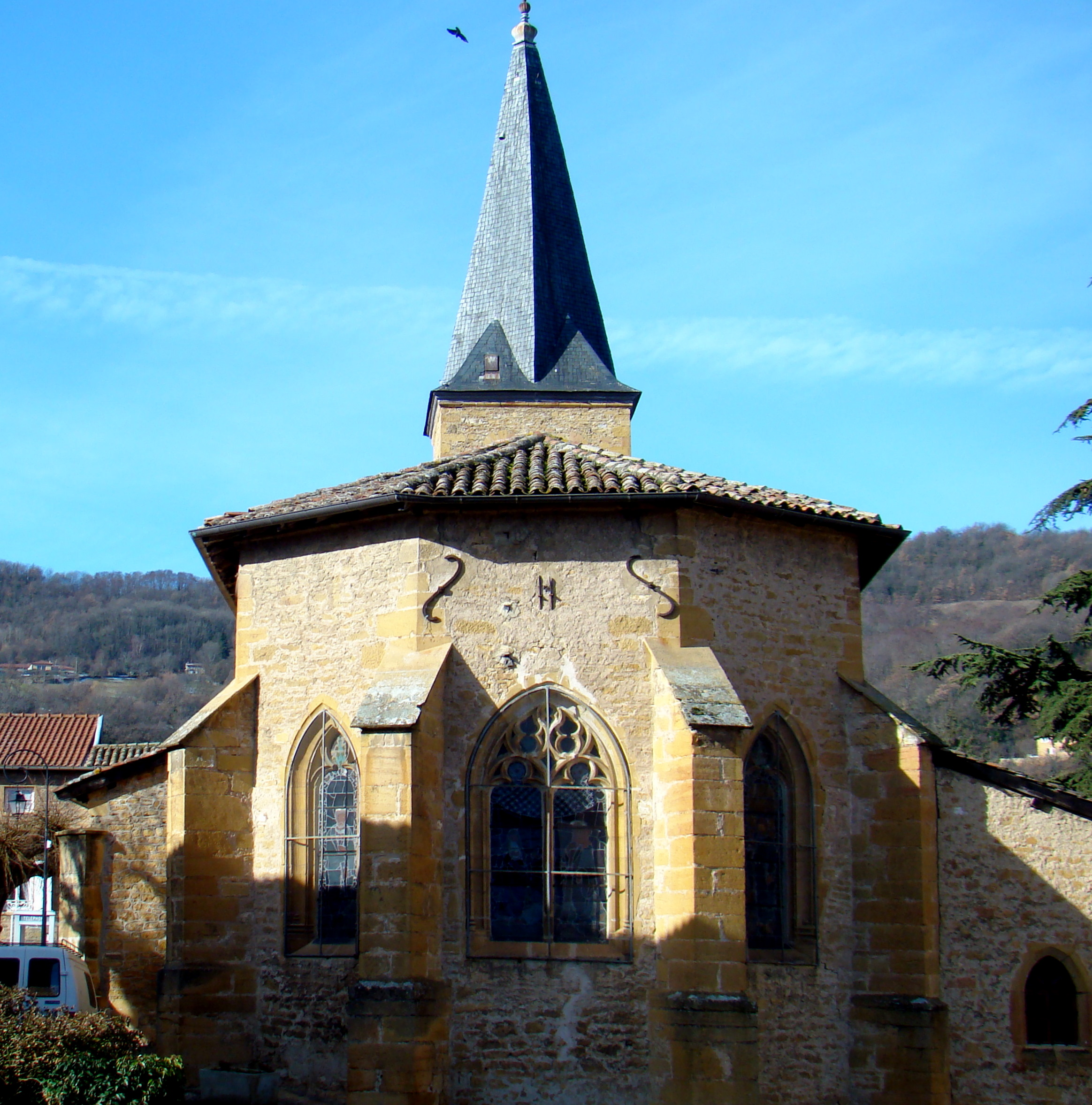
Kirche Saint-Martin